# Margit Pappová
Margit Pappová (* 30. dubna 1948) je bývalá maďarská atletka, vícebojařka.
Svoji mezinárodní kariéru zahájila osmnáctým místem v pětiboji na evropském šampionátu v roce 1966 v Budapešti. Na Mistrovství Evropy v roce 1971 obsadila osmé místo. Při svém startu na evropském šampionátu v roce 1978 v Praze obsadila původně druhé místo za Nadiji Tkačenkovou. Poté, co byla sovětská atletka diskvalifikována za doping, získala zlatou medaili Pappová.
Při svých třech olympijských startech v soutěži pětibojařek na medaili nedosáhla, jejím nejlepším olympijským výsledkem bylo páté místo na letních olympijských hrách v roce 1980 v Moskvě.